# Gand-Wevelgem 2006
La Gand-Wevelgem 2006, sessantottesima edizione della corsa e valida come sesta prova del circuito UCI ProTour 2006, si disputò il 5 aprile 2006 e fu vinta dal norvegese Thor Hushovd, che concluse i 210 km del percorso in 4h53'15".

## Percorso
Lasciata Deinze, luogo abituale di partenza, il percorso si portava a nord-ovest fino a raggiungere Ostenda, cittadina affacciata sul Mare del Nord. Da qui, seguendo la linea costiera verso sud, si raggiungeva De Panne da dove iniziava l'ultimo tratto del percorso che portava nuovamente all'interno del territorio della provincia delle Fiandre Occidentali, verso sud-est, fino a raggiungere Wevelgem. Proprio nel tratto verso il traguardo i corridori affrontavano un anello collinare con le due maggiori asperità del percorso, il Monteberg (148 e 169 km) e il Kemmelberg (150 e 171 km).

## Squadre e corridori partecipanti
Presero parte alla prova le venti squadre con licenza UCI ProTeam. Ammesse tramite l'assegnazione di wild-card furono Chocolade Jacques-Topsport Vlaanderen, Landbouwkrediet-Colnago, Unibet.com, Skil-Shimano e Navigators Insurance.
| N.      | Cod. | Squadra                          |
| ------- | ---- | -------------------------------- |
| 1-8     | QSI  | Quick Step-Innergetic            |
| 11-18   | DVL  | Davitamon-Lotto                  |
| 21-28   | CSC  | Team CSC                         |
| 31-38   | CEI  | Caisse d'Epargne-Illes Balears   |
| 41-48   | EUS  | Euskaltel-Euskadi                |
| 51-58   | LSW  | Liberty Seguros-Würth            |
| 61-68   | SDV  | Saunier Duval-Prodir             |
| 71-78   | A2R  | AG2R Prévoyance                  |
| 81-88   | BTL  | Bouygues Télécom                 |
| 91-98   | COF  | Cofidis, le Crédit par Téléphone |
| 101-108 | C.A  | Crédit Agricole                  |
| 111-118 | FDJ  | La Française des Jeux            |
| 121-128 | GST  | Gerolsteiner                     |

| N.      | Cod. | Squadra                        |
| ------- | ---- | ------------------------------ |
| 131-138 | TMO  | T-Mobile Team                  |
| 141-148 | LAM  | Lampre-Fondital                |
| 151-158 | LIQ  | Liquigas                       |
| 161-168 | MRM  | Team Milram                    |
| 171-178 | RAB  | Rabobank                       |
| 181-188 | PHO  | Phonak Hearing Systems         |
| 191-198 | DSC  | Discovery Channel              |
| 201-208 | JAC  | Chocolade Jacques-Topsport Vl. |
| 211-218 | LAN  | Landbouwkrediet-Colnago        |
| 221-228 | UNI  | Unibet.com                     |
| 231-238 | SKS  | Skil-Shimano                   |
| 241-248 | NIC  | Navigators Insurance           |

## Riassunto
Il primo attacco fu portato dopo 25 km da Iker Flores (Euskaltel-Euskadi), David Boucher (Unibet.com) e Cyril Lemoine (Crédit Agricole), ma vennero subito riassorbiti. Più fortunato fu il tentativo di Carlos Zárate (Saunier Duval) e Kenny van Hummel (Skil-Shimano), che si staccarono al km 40, rimasero in testa per diversi chilometri lungo la fascia costiera e furono ripresi al km 105.
A 95 km dal traguardo, Vladimir Gusev (Discovery Channel) e Bernhard Eisel (Française des Jeux) riuscirono a staccarsi dal gruppo e dopo 15 km il loro vantaggio era di 1'20". Il percorso collinare favorì l'inseguimento del gruppo, che si portò a soli 30 secondi all'altezza dello Scherpenberg (km 136), la prima delle ascese. Sul Vidaigneberg, il distacco era di soli 17 secondi e il vincitore dell'edizione 2005 Nico Mattan (Davitamon-Lotto) lanciò il contrattacco dal gruppo. Il belga fu raggiunto da Allan Davis (Liberty), David Kopp (Gerolsteiner), Marco Milesi (Liquigas), Nick Nuyens (Quick Step), Philippe Gilbert (Française des Jeux), Gert Steegmans (Davitamon), Staf Scheirlinckx (Cofidis), André Greipel e Marcus Burghardt (T-Mobile), che raggiunsero i battistrada prima della cima della salita. Kopp e Davis cercarono di continuare la fuga, ma furono tutti raggiunti dal gruppo dopo la discesa. Lungo la salita in pavé del Kemmelberg il norvegese Thor Hushovd guidò il gruppo per diversi chilometri, prima che Fabian Cancellara (CSC), Leif Hoste (Discovery) e Tom Boonen (Quick Step) ritornassero sotto. Nonostante le difficoltà affrontate il gruppo si presentò ancora compatto all'inizio del secondo anello. Con 55 km ancora da percorrere, attaccò un gruppo formato da cinque corridori, Wim Vansevenant (Davitamon-Lotto), Steven de Jongh (Quick Step), Anthony Geslin (Bouygues), Alessandro Cortinovis (Milram) e René Haselbacher (Gerolsteiner), che riuscirono a guadagnare 48 secondi, prima che Discovery Channel e Rabobank riducessero il distacco.
A 37 km dal traguardo dalla testa del gruppo si staccarono una quarantina di corridori, tra cui sei rappresentati la Milram, inclusi Erik Zabel e Alessandro Petacchi. Del folto gruppo facevano parte anche altri velocisti, quali Hushovd, Kopp, Davis, Eisel, Hincapie, Flecha, Dekker, Pozzato e Nuyens. La stessa Milram e la Rabobank mantennero la velocità nel gruppetto elevata, impedendo tentativi solitari. Dopo un primo attacco infruttuoso di Lars Michaelsen (CSC), a 12 km dal traguardo si staccò Bert Roesems (Davitamon) che riuscì a guadagnare una decina di secondi e costrinse la Milram a un duro lavoro per ricurire il distacco. Roesems fu raggiunto a soli 1,5 km dal traguardo, ma riuscì tuttavia a rendere impossibile l'organizzazione del treno della Milram. L'attacco di Pozzato all'altezza dell'ultimo chilometro, lo portò fino a 50 metri dal traguardo quando, sfavorito anche dal vento, fu raggiunto e superato dalla volata, con Hushovd che batté Kopp e Petacchi, diventando il primo corridore norvegese a vincere la Gand-Wevelgem.

## Ordine d'arrivo (Top 10)
| Pos. | Corridore           | Squadra         | Tempo    |
| ---- | ------------------- | --------------- | -------- |
| 1    | Thor Hushovd        | Crédit Agricole | 4h53'15" |
| 2    | David Kopp          | Gerolsteiner    | s.t.     |
| 3    | Alessandro Petacchi | Milram          | s.t.     |
| 4    | Filippo Pozzato     | Quick Step      | s.t.     |
| 5    | George Hincapie     | Discovery Ch.   | s.t.     |
| 6    | Fabian Cancellara   | CSC             | s.t.     |
| 7    | Bernhard Eisel      | F. des Jeux     | s.t.     |
| 8    | Erki Pütsep         | AG2R            | s.t.     |
| 9    | Allan Davis         | Discovery Ch.   | s.t.     |
| 10   | Kurt Asle Arvesen   | CSC             | s.t.     |

## Punteggi UCI
| Pos. | Corridore           | Squadra         | Punti |
| ---- | ------------------- | --------------- | ----- |
| 1    | Thor Hushovd        | Crédit Agricole | 40    |
| 2    | David Kopp          | Gerolsteiner    | 30    |
| 3    | Alessandro Petacchi | Milram          | 25    |
| 4    | Filippo Pozzato     | Quick Step      | 20    |
| 5    | George Hincapie     | Discovery Ch.   | 15    |
| 6    | Fabian Cancellara   | CSC             | 11    |
| 7    | Bernhard Eisel      | F. des Jeux     | 7     |
| 8    | Erki Pütsep         | AG2R            | 5     |
| 9    | Allan Davis         | Discovery Ch.   | 3     |
| 10   | Kurt Asle Arvesen   | CSC             | 1     |